# Yahoo! Babel Fish
Yahoo! Babel Fish（Yahoo! 奇摩稱作Yahoo! 奇摩翻譯；又譯寶貝魚、巴別魚）是一個互聯網上一個自動化的免費機械翻譯系統服務，由門戶網站AltaVista（已被雅虎收購）提供。寶貝魚可以為用戶翻譯一段文字，或指定的網頁內容。早期的寶貝魚服務只提供有五種最常見的歐洲語言，分別是：英語、法語、德語、西班牙語及意大利語。現時系統已能作12種語言（繁簡中文算作一種）的翻譯。从2012年6月1日起，Yahoo!Babel Fish已经关停，如果访问Yahoo! Babel Fish则会自动转向Bing Translator。

## 取名
「寶貝魚」的名稱源於英國廣播公司的連續劇、改編自道格拉斯·亞當斯的小說系列的虛構魚形機械生物巴別魚，而「巴別魚」的名稱又來自《聖經·創世紀》有關人類在被上帝搞亂了他們的語言時所興建的建築物巴別塔。

## 翻譯功能
寶貝魚的翻譯功能其實是由另外一家公司所提供。這一家公司名叫SYSTRAN，是一家專長於機器翻譯的公司。SYSTRAN的主力是研究供一般桌面電腦用戶使用的翻譯系統。而隨着SYSTRANS可提供自動翻譯的語言增加，寶貝魚所能夠翻譯的語言數目亦同時增加。而SYSTRANS除了為AltaVista及雅虎提供自動翻譯服務以外，亦有與其他網站合作，例如：2007年之前的Google翻译。

## 支援語言
寶貝魚支援以下12種語言：
1. 英語
2. 中文（簡繁體）
3. 荷蘭語
4. 法語
5. 德語
6. 希臘語
7. 意大利語
8. 日語
9. 韓語
10. 葡萄牙語
11. 俄語
12. 西班牙語

## 外部連結
- Babel Fish Translation Service
- 翻譯新寵寶貝魚
- Lost in Translation (round-trip translation)
- Yahoo!奇摩翻譯
- Bad Translator